# Baily Cargill
Baily Cargill (Winchester, 5 de julho de 1995) é um futebolista inglês que atua como zagueiro. Atualmente, defende o Forest Green Rovers.

## Títulos
Forest Green Rovers
- EFL League Two: 2021–22[2]